# Mortonagrion hirosei
Mortonagrion hirosei – gatunek ważki z rodziny łątkowatych (Coenagrionidae).